# Голубничий Всеволод Сергійович
Всеволод Сергійович Голубничий (псевдоніми — Фелікс, В. Голуб; * 5 червня 1928, Богодухів — † 10 квітня 1977, Нью-Йорк) — економіст, історик, публіцист, політичний та громадський діяч української діаспори. Доктор економіки (1971), член УВАН, професор Нью-Йоркського Хантер-коледжу (1962—1977).

## Біографія
Народився у місті Богодухів. Його мати, етнічна росіянка, працювала у сфері охорони дитинства, а його батько був аґрономом; під час революції служив у кавалерійському загоні Будьонного (Червона армія), а під час сталінського терору був двічі заарештований. В часи другої світової війни Голубничий був депортований відступаючими німцями і до 1945 року працював у Німеччині як «остарбайтер».
Після війни навчався в Українському вільному університеті (Мюнхен). 1951 переїхав до США, закінчив економічний факультет Колумбійського університету (1954), викладав у Російському інституті цього університету (1954-1956).
У повоєнні роки Голубничий — учасник молодіжного руху українських емігрантів: член студентських груп «Суспільний гуманізм», «Золотоверхий Київ». Від 1946 — член Української революційно-демократичної партії, редактор її газети «Юнацька боротьба». Після розколу партії 1948 — активний діяч її лівого крила, до якого на чолі з першим президентом Григорієм Костюком увійшли Іван Майстренко, Голубничий, Борис Левицький, Роман Паладійчук та інші. Нові ліві критикували еміґрантів, які прагнули «відновлення старого дореволюційного порядку», вважаючи, що таке гасло «через тридцять років» нехтувало новою ситуацією, в якій вони протистояли політиці відновлення приватної власності в економіці.
У квітні 1949 року вони почали видавати газету «Вперед. Український робітничий часопис», яка за редагування Голубничого протягом десяти років представляла найлівішу течію в післявоєнній українській еміґрації.
У 1960-1970-х рр. — керівник «Клубу круглого столу» в Нью-Йорку, метою якого було всебічне вивчення суспільних реалій в Україні та демократизація життя західно-української діаспори. Був одним з ініціаторів спроби групи діаспорних інтелектуалів нав'язати офіційні контакти з українською радянською інтелігенцією. У майбутній суверенній українській державі вважав необхідним перехід від існуючої державно-капіталістичної до суспільної власності на засоби виробництва і від волюнтаристських до реально обґрунтованих планових засад господарювання. Обстоював всебічний соціальний прогрес українського суспільства, особливо поліпшення становища його упосліджених верств.

## Наукова діяльність
Політична діяльність не зашкодила Голубничому стати об'єктивним дослідником, одним із найзначніших на Заході експертів марксистської економічної теорії та економіки СРСР. Останню, на відміну від більшості зарубіжних фахівців, він розглядав не як гомогенну цілісність, а як сукупність структур зі значними регіонально-історичними та етнокультурними відмінностями. Він автор понад 100 наукових публікацій з економіки, політології, історії, культурології. Серед них англомовні: «Радянська економічна допомога Китаю», «Нарис історії КПУ» (обидві — 1958), «Економічна система в дії: США, СРСР і Франція» (1965, підручник у співавторстві з А. Оксенфельдом), «Економічна інтеграція в Східній Європі: детерміністський підхід» (1976); німецькою мовою: «Діалектичний матеріалізм Мао Цзедуна…» (1962); україномовні: «Україна в Об'єднаних Націях» (1953), «Суть української культури й українська культура в діаспорі» (1964), «Кормча книга академіка Глушкова або „Legatum“ Петра Шелеста» (1977).
Статті Голубничого з української політики, економіки та історії вважаються одними з найкращих в царині українознавства. У своїх післявоєнних статтях про майбутній розвиток СРСР він запропонував проґноз, який, хоча і не помічений більшістю совєтолоґів, виявився вражаюче точним.
Значна частина наукового доробку Голубничого неопублікована. Рукописи зберігаються у фондах університетських бібліотек США.
Помер у місті Нью-Йорк.

## Твори
- Українська визвольна справа на міжнародній соціялістичній конференції молоді (1949) [Архівовано 2 грудня 2011 у Wayback Machine.]
- Громадянська війна в Китаї (1949) [Архівовано 29 січня 2015 у Wayback Machine.]
- Плянова й вільна економіка. Порівняння (1952) [Архівовано 8 грудня 2013 у Wayback Machine.]
- Ринок — це реставрація капіталізму (відповідь Ів. М-кові) (1952) [Архівовано 8 січня 2012 у Wayback Machine.]
- Маркс і Енґельс про російський імперіалізм (1952)
- М.Волобуєв, В.Доброгаєв та їх опоненти (1956) [Архівовано 24 жовтня 2013 у Wayback Machine.]
- Про істину і способи іі пізнання (1956) [Архівовано 24 жовтня 2013 у Wayback Machine.]
- Niech żyje rewolucyjna Polska! (1956) [Архівовано 9 листопада 2013 у Wayback Machine.]
- Революція в Угорщині (1956) [Архівовано 2 грудня 2011 у Wayback Machine.]
- Енґельс про Україну й українців (1957) [Архівовано 2 січня 2014 у Wayback Machine.]
- Про акумуляцію капіталу (1957) [Архівовано 12 грудня 2013 у Wayback Machine.]
- Життєвий стандарт українського робітника (1957) [Архівовано 22 грудня 2013 у Wayback Machine.]
- Причини голоду 1932-33 року (1958) [Архівовано 3 грудня 2013 у Wayback Machine.]
- Терор 1937 року на Україні (1958) [Архівовано 12 лютого 2015 у Wayback Machine.]
- Про соціялістичні теорії національної проблеми (1961) [Архівовано 18 грудня 2014 у Wayback Machine.]
- До питання про колективізацію в Китаї (1954) [Архівовано 2 грудня 2013 у Wayback Machine.]
- Нотатки про Китай (1957) [Архівовано 20 листопада 2013 у Wayback Machine.]
- До розуміння того, що діється в Китаї (1959) [Архівовано 3 грудня 2013 у Wayback Machine.]
- Новий політичний та ідеологічний конфлікт у комуністичному таборі (1962) [Архівовано 3 грудня 2013 у Wayback Machine.]
- Політика США, як причина розходжень між СРСР і Китаєм (1962) [Архівовано 18 грудня 2013 у Wayback Machine.]
- Китайська критика СРСР і майбутнє комунізму (1962) [Архівовано 18 грудня 2013 у Wayback Machine.]
- Матеріялістична діялєктика Мао Цзе-дуна (1964) [Архівовано 29 березня 2014 у Wayback Machine.]
- Україна в системі всеросійського, европейського й світового господарства (1969) [Архівовано 19 листопада 2021 у Wayback Machine.]
- Україна в системі всесоюзного, европейського й світового господарства (1969) [Архівовано 19 листопада 2021 у Wayback Machine.]
- До питання про економічний колоніялізм на Україні (1969) [Архівовано 19 листопада 2021 у Wayback Machine.]
- Маленький коментар на велику тему (1977) [Архівовано 18 грудня 2013 у Wayback Machine.]